# Benjamin Vlielander
Benjamin Vlielander (Zuidland, 4 september 1778 - Rockanje, 7 november 1859) was een Nederlands heer van Rockanje, schout en secretaris van Zuidland tevens burgemeester van onder andere Rockanje.

## Familie
Vlielander, lid van het patricische geslacht Vlielander, was een zoon van Hendrik Vlielander (1739-1809), dijkgraaf polder Oud-Schuddebeurs, heemraad polder Zuidland, en Rebekka Klapmuts (1750-1796). Hij trouwde in 1805 Maria Faijan (1771-1813) uit welk huwelijk naast twee jonggestorven zoons, drie dochters werden geboren. De jongste dochter, Maria Johanna Magdalena Faijan Vlielander (1813-1861), trouwde in 1835 Johan Wilhelm Hein, heer van Rockanje (1804-1880), lid van de gemeenteraad van Brielle, lid van provinciale staten van Zuid-Holland, lid van de Eerste Kamer der Staten-Generaal, dijkgraaf van Voorne. Twee van hun zonen verkregen naamswijziging:
- mr. Benjamin Marius Vlielander Hein, heer van Rockanje (1838-1908), (naamstoevoeging K.B. d.d. 12 sept. 1850, nr. 57), stamvader van de tak Vlielander Hein
- Carel Servaas Faijan Vlielander Hein (1846-1900), (naamstoevoeging K.B. d.d. 26 mei 1894, nr. 49), stamvader van de tak Faijan Vlielander Hein

## Loopbaan
Vlielander was rond 1810 werkzaam als secretaris van het gemeentebestuur van Zuidland en werd bij besluit van 5 september 1810 door Z.D.H. de prins aartsthesaurier van het rijk, hertog van Plaisance, algemeen stedehouder van de keizer, in de plaats van de dan overleden heer J.J. Villerius, benoemd tot lid der dijkcommissie in de ring van het land van Voorne en Putten. In 1815 was hij werkzaam als president van Rockanje en behandelde aldaar onder meer de aanname van nieuwe schoolonderwijzers, voorlezers en kosters.
Hij was van 1825 tot 1852 burgemeester van zowel de gemeente Rockanje als van de gemeente Naters. Bij Koninklijk Besluit van 23 juli 1834 werd Vlielander door Z.M. de koning benoemd tot heemraad in het dijkscollege van het Land van Voorne; hij bleef dit ambt in de jaren die volgden, naast zijn andere werkzaamheden, steeds bekleden tot hij in 1847 werd benoemd tot hoogheemraad aldaar. In 1848 was hij voor de provincie Zuid-Holland afgevaardigde voor de Eerste Kamer der Staten-Generaal.
Vlielander overleed op de leeftijd van 81 jaar in november 1859 te Rockanje.